# Тон
У музици реч тон означава звук, који је одређен својом фреквенцијом, амплитудом, трајањем и бојом. Тон се може записати на за њега тачно одређено место у нотном систему.

## Фреквенције
Људско ухо је у просеку способно да чује звукове у распону 20 до 20,000  док се у музици најчешће користе тонови са основом 30 - 8000 Hz, што оставља простора за преко сто општекоришћених тонова у класичној теорији музике. Конвенција је да се ови тонови деле у октаве, од којих свака садржи по 12, за чије се именовање користи седам имена: „до, ре, ми, фа, сол, ла, си“ (у романским земљама и у Русији), „C, D, E, F, G, A, H“ (код нас и у земљама с немачким културним утицајем) и „C, D, E, F, G, A, B“ (у енглеском говорном подручју). У даљем тексту биће коришћен низ ознака уобичајен код нас.

### Повишени и снижени тонови
Свако од ових имена је додељено егзактном тону у октави. Тиме је већ покривено седам од дванаест тонова које садржи једна октава. Остали тонови се могу означити на више начина, назначавањем да је неки од претходно наведених тонова виши или нижи за пола тона (користи се израз полустепен) него што то његово име назначава. У пракси се користе краћи термини: „снижен” или „повишен” тон. Снижени тон се обележава стављањем такозване снизилице („бе”, ♭) испред њега. Повишени тон се на исти начин обележава такозваном повисилицом („крст”, ♯). Повишење односно снижење тона зове се хроматска промена или хроматизација.
Имена тонова у абецедном запису се приликом снижавања или повишавања такође мењају. Повисилица се означава суфиксом -is а снизилица суфиксом -es, са изузетком сниженог тона H, који се равноправно може назвати Hes ili Be и тонова E и A којима се при снижавању додаје само -s уместо -es.
Поред једноструке повисилице и снизилице постоје и двострука снизилица (𝄫) и двострука повисилица (×), који означавају сниженост односно повишеност тона за два полустепена = цео степен. Абецедним именима се и случају дуплог снижавања додаје суфикс -eses односно -ses а при дуплом повишавању -isis без изузетака. Ако се неки тон повишава за три полустепена, испред њега стоје прво обична па двострука повисилица, док се, на пример, при снижавању за четири полустепена испред тона стављају две двоструке снизилице итд.
Резултат овако широког спектра обележавања је такође могућност да се исти тон запише на више различитих начина.

### Октаве
Тонови циклично понављају по октавама, тј: (једна октава) до, ре, ми, фа, сол, ла, си, (следећа октава) до, ре, ми, фа, сол, ла, си, итд. У класичној теорији музике се разматра девет октава, чији се тонови обележавају на следећи начин:

Субконтра октава: 2, 2, 2, 2, 2, 2, 2

Контра октава: 1, 1, 1, 1, 1, 1, 1

Велика октава: 

Мала октава: 

Прва октава: 1, 1,1,1,1,1,1

Друга октава: 2, 2,2,2,2,2,2

Трећа октава: 3, 3,3,3,3,3,3

Четврта октава: 4, 4,4,4,4,4,4

Пета октава: 5, 5,5,5,5,5,5

Референца за одређивање тачне фреквенције ових тонова је тон a1 чија је фреквенција 440Hz. Коефицијент којим се ова фреквенција дели при снижавању односно множи при повишавању за један полустепен је {\displaystyle {\sqrt[{12}]{2}}}, што значи да ће након сваких 12 полустепена фреквенција добијеног тона бити два пута мања (приликом снижавања) односно два пута већа (приликом повишавања).
На пример пошто је фреквенција тона 1 440Hz, фреквенција тона a ће бити 220Hz, а фреквенција тона 3 1760Hz.
Види: Табела фреквенција тонова.

## Амплитуда
Регулисање амплитуде тона у смислу одређивања јачине неког тона се у музици назива још и динамика. У музици не постоји егзактан систем по коме неки знак значи тачно одређену јачину звука, већ јачину одређују сам свирач или диригент (у оркестрима и хоровима) или оба фактора, према властитом осећају и контексту музичког дела које изводе. У класичној теорији музике се срећу следеће ознаке за јачину тона.
|  | (pianissimo possibile) | најтише могуће |
|  | (pianissimo)           | најтише        |
|  | (piano)                | тихо           |
|  | (mezzopiano)           | средње тихо    |
|  | (mezzoforte)           | средње јако    |
|  | (forte)                | јако           |
|  | (fortissimo)           | најјаче        |
|  | (fortissimo possibile) | најјаче могуће |

## Трајање
Трајање тона зависи од два фактора: (1) темпо; (2) релативна дужина трајања тона. Наиме, темпо назначава колико једна одређена релативна јединица такта треба да траје, у секундама. Зарад што прецизнијег одређивања темпа најчешће се користи метроном.

Однос релативне дужина трајања тона и јединице мере такта се понаша као коефицијент пред временским трајањем једне јединице такта и одређује колико заправо траје тон. Ова дужина трајања тона се бележи додавањем одговарајуће ознаке на „главу“ тона која означава његову висину. У класичној теорији музике се разликује девет основних дужина трајања тона.
|  | 2/1   | nota brevis, двострука цела нота |
|  | 1/1   | цела нота             |
|  | 1/2   | половина              |
|  | 1/4   | четвртина             |
|  | 1/8   | осмина                |
|  | 1/16  | шеснестина            |
|  | 1/32  | тридесетдвојка        |
|  | 1/64  | шездесетчетвртина     |
|  | 1/128 | стодвадесетосмина     |

Дописивањем тачке иза главе тона се означава да тон треба да буде упола дужи него што је био пре стављања тачке. Уколико се након тачке допише још једна тачка, тон се продужава за онолико колико му је претходно последња тачка продужила трајање. Примери:

## Боја
Боја тона зависи од медијума који га производи, а то то је пре свега одређено аликвотним тоновима инструмента, синтетичког или реалног, или гласа певача који је извео тон.